# Exochus coronellus
Exochus coronellus är en stekelart som beskrevs av Morley 1913. Exochus coronellus ingår i släktet Exochus och familjen brokparasitsteklar. Inga underarter finns listade i Catalogue of Life.